# Sjörupsten

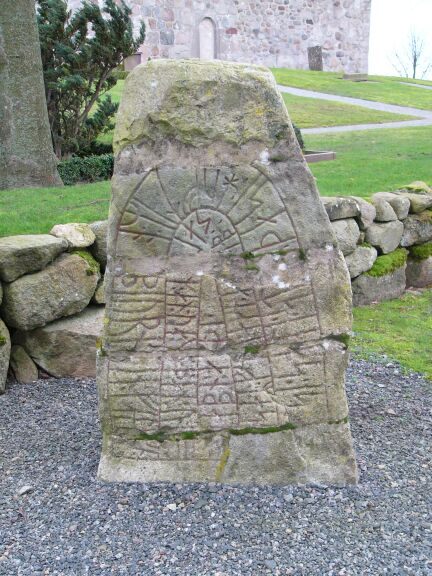
Sörupsten

Der Sjörupsten (dänisch Sjørupsten – DR 279) ist ein Runenstein aus Granit im RAK-Stil. Er ist nicht mit dem Sørupsten DR 187 von Svendborg zu verwechseln. Der Stein steht an der Kirche von Sjörup, westlich von Ystad in Schonen in Schweden. Die Inschrift stammt aus der Wikingerzeit (etwa 1000 n. Chr.).
Der Runenstein von Sjörup ist seit den 1620er Jahren bekannt, als ihn Jon Skonvig (1600–1664) für Ole Worms (1588–1654) Arbeit über dänische Runensteine darstellte. Zwei Jahrhunderte später wurde er zerteilt, um als Baumaterial für eine Brücke zu dienen. Mitte der 1990er Jahre wurden die Stücke aus der Brücke entfernt und wieder zusammengesetzt.
Die Inschrift beginnt rechts unten und dreht sich gegen den Uhrzeigersinn um den Runenstein herum, bis sie unten links endet. Dann ändert sie die Richtung und geht unter die erste Reihe, bis sie in der Mitte des Steins endet. Das Band folgt den Windungen einer Schlange, ohne dass es sich um eine bildliche Darstellung des Tieres handelt, wie es für schwedische Runensteine vielfach üblich ist.
Der Runenstein hat Gemeinsamkeiten mit dem Runenstein DR 295, einem der Runensteine von Hällestadkyrka. Beide enthalten gepunktete k-Runen und verwenden die nasale ã-Rune, wobei der Sjörupstein die ã-Rune öfter benutzt und eine andere Orthographie besitzt. Zum Beispiel wird das altnordische ægi (für „nicht“) auf dem Runenstein von Hällestad „aigi“ geschrieben, während es auf diesem Stein „aki“ heißt. Der Runenmeister des Steines lässt die h-Rune zweimal in den Wörtern han („er“) und hafði („hatte“) entfallen, fügt aber eine h-Rune am Anfang des Wortes æftiʀ („in Erinnerung an“) hinzu. Die schwankende Orthographie zeigt, dass es während der Wikingerzeit eine Unsicherheit über die Verwendung der H-Rune gab. Die Inschrift lautet:
Saxi setzte diesen Stein nach Asbjørn, seinem Gefährten, Tokes Sohn. Er floh nicht in Uppsala; er kämpfte, so lange er Waffen hatte.
Wahrscheinlich erzählt der Runenstein wie der Runenstein DR 295 von der Schlacht von Fyrisvall (schwedisch Slaget vid Fyrisval). Beide verwenden den Satz: „Er floh nicht in Uppsala“. Der Ausdruck „malaga“ bedeutet „Gefährte“ und steht im Zusammenhang mit der „Partnerschaft“ des Félag. Das deutet darauf hin, dass er zu einer Bruderschaft wie den Jomswikingern gehörte, die auf starken Banden beruhte. Es gibt vier oder fünf Runensteine, die von derselben Schlacht sprechen. Nur die Ingvar-Runensteine bestehen aus einer größeren Anzahl von Steinen, die sich auf dasselbe Ereignis beziehen.
Da die Runensteine den Ausdruck „Er floh nicht in Uppsala“ verwendeten, haben Gelehrte seit dem 19. Jahrhundert die Runensteine mit der legendären Schlacht von Fýrisvellir in Uppsala verbunden. Mehrere mittelalterliche Quellen berichten, dass der König von Schweden Erik VIII., später der Siegreiche (schwedisch Erik Segersäll) genannt, und sein Neffe Styrbjörn in den 980er Jahren gegeneinander kämpften. Styrbjörn war aus Schweden verbannt worden, wurde aber ein so mächtiger Wikingerhäuptling, dass er mit einem großen Heer zurückkehrte, um sich die Krone von Schweden zu nehmen.
Bei allen Für und Wider zur Historizität Styrbjörns und der Schlacht bei Alt-Uppsala steht fest, dass die Schlacht stattgefunden hat, in der die Schweden die Invasoren vernichteten, aber der Zeitpunkt konnte bis heute nicht exakt geklärt werden. Da der Dänenkönig Harald Blauzahn, der Styrbjörn unterstützt haben soll, nach Adam von Bremen Allerheiligen 985 oder 986 auf pommerschem Boden verstarb, kann Styrbjörn erst nach dem Tode des Dänenkönigs in Schweden eingefallen sein, sonst hätte er Harald nicht aus der Seeschlacht retten können.